# Charles Augustin Sainte-Beuve
Charles-Augustin de Sainte-Beuve (n. 23 decembrie 1804, Port-de-l'Union, Nord-Pas-de-Calais, Franța – d. 13 octombrie 1869, Paris, Al Doilea Imperiu Francez) a fost critic literar, poet și prozator francez.
Opera sa a exercitat o influență considerabilă asupra criticii literare europene.
A început să publice în 1825 articole de critică în periodice. 

## Opera
- 1840 - 1859: Port-Royal ("Port-Royal"), 5 volume;
- 1860: Chateaubriand și grupul său literar sub Imperiu ("Chateaubriand et son groupe littéraire sous l'Empire");
- 1828: Tablou istoric și critic al poeziei franceze și teatrului francez din secolul al XVI-lea ("Tableau historique et critique de la poésie française et du théâtre français en XVIe siècle");
- 1829: Viața, poeziile și cugetările lui Joseph Delorme ("Vie, poésies et pensées de Joseph Delorme");
- 1830: Consolările ("Les consolations");
- 1832 - 1839: Portrete literare și critice ("Critique et portraits littéraires"), 5 volume
- 1834: Voluptate ("Volupté");
- 1837: Cugetări de august ("Pensées d'août");
- 1843: Carte de iubire ("Livre d'amour");
- 1844: Portrete literare ("Portraits littéraires");
- 1844: Portrete feminine ("Portraits de femmes");
- 1852 - 1855: Portrete contemporane ("Portraits contemporains");
- 1852: Ultimele portrete literare ("Derniers portraits littéraires");
- 1851 - 1862: Convorbirile de lunea ("Causeries du lundi"), 15 volume;
- 1863 - 1870: Noi convorbiri de lunea ("Nouveaux lundis");
- 1926: Veninurile mele. Caiete intime inedite ("Mes poisons. Cahiers intimes inédites");
- 1935 - 1958: Corespondență generală ("Correspondance générale");